# Riu Sokh
El riu Sokh (rus: Сох, IPA: [sox]) és un riu ubicat entre el Kirguizstan i l'Uzbekistan. Té el seu recorregut en el conjunt dels vessants del nord de les muntanyes d'Alay i el Turquestan i acaba a la vall de Ferganà. En el passat, el Riu Sokh era un afluent esquerre del Riu Sirdarià. Actualment s'utilitza tot per al reg. La longitud del riu és de 124 quilòmetres amb una àrea d'influència de 3.510 quilòmetres quadrats, i la descàrrega mitjana normal de 42.1 metres cúbics per segon.